# Калловей (округ)
Ка́лловей (англ. Calloway County) — округ в штате Кентукки, США. Официально образован в 1822 году. По состоянию на 2010 год, численность населения составляла 37 191 человек.

## География
По данным Бюро переписи США, общая площадь округа равняется 1064,491 км2, из которых 997,151 км2 суша и 67,340 км2 или 6,300 % это водоёмы.

## Население
По данным переписи населения 2000 года в округе проживает 34 177 жителей в составе 13 862 домашних хозяйств и 8 594 семей. Плотность населения составляет 34,00 человека на км2. На территории округа насчитывается 16 069 жилых строений, при плотности застройки около 16,00-ти строений на км2. Расовый состав населения: белые — 93,48 %, афроамериканцы — 3,56 %, коренные американцы (индейцы) — 0,20 %, азиаты — 1,33 %, гавайцы — 0,03 %, представители других рас — 0,46 %, представители двух или более рас — 0,93 %. Испаноязычные составляли 1,38 % населения независимо от расы.
В составе 25,80 % из общего числа домашних хозяйств проживают дети в возрасте до 18 лет, 51,00 % домашних хозяйств представляют собой супружеские пары проживающие вместе, 8,10 % домашних хозяйств представляют собой одиноких женщин без супруга, 38,00 % домашних хозяйств не имеют отношения к семьям, 29,70 % домашних хозяйств состоят из одного человека, 11,40 % домашних хозяйств состоят из престарелых (65 лет и старше), проживающих в одиночестве. Средний размер домашнего хозяйства составляет 2,25 человека, и средний размер семьи 2,79 человека.
Возрастной состав округа: 18,70 % моложе 18 лет, 19,80 % от 18 до 24, 24,60 % от 25 до 44, 21,90 % от 45 до 64 и 21,90 % от 65 и старше. Средний возраст жителя округа 34 лет. На каждые 100 женщин приходится 93,20 мужчин. На каждые 100 женщин старше 18 лет приходится 91,00 мужчин.
Средний доход на домохозяйство в округе составлял 30 134 USD, на семью — 39 914 USD. Среднестатистический заработок мужчины был 31 184 USD против 22 046 USD для женщины. Доход на душу населения составлял 16 566 USD. Около 9,80 % семей и 16,60 % общего населения находились ниже черты бедности, в том числе — 17,70 % молодёжи (тех, кому ещё не исполнилось 18 лет) и 10,00 % тех, кому было уже больше 65 лет.